# 瓊盧荻·阿蒙拉克
瓊盧荻·阿蒙拉克（1996年1月9日—），小名Joon，為泰國第8電視台旗下女演員及模特。

## 個人簡歷
Joon於1996年1月9日出生於泰國。Joon在就讀大學期間，被8台的選角部門相中，進而受邀參加試鏡，隨後成功與8台簽約，成為旗下藝人。
2016年Joon首度在電視劇《愛之鎖怨》亮相，並擔綱女主角。

## 影視作品

### 電視劇
| 首播年份 | 戲名                      | 戲名   | 播放平台  | 角色                           | 備註     |
| 首播年份 | 譯名                      | 原文名 | 播放平台  | 角色                           | 備註     |
| 2016年   | 《愛之鎖怨》              |        | Channel 8 | Pan Dao （Pan）                | 主演     |
| 2018年   | 《魅惑怨女》              |        | Channel 8 | Fuengfah                       | 配角     |
| 2018年   | 《天鵝圖紋》              |        | Channel 8 | Sa-on                          | 主演     |
| 2019年   | 《羽翼天使2019》          |        | Channel 8 | Porkaew （Kaew）               | 主演     |
| 2019年   | 《詭愛壞計》              |        | Channel 8 | Kaew Jao Jorm                  | 配角     |
| 2020年   | 《食屍鬼》                |        | Channel 8 |                                | 未知     |
| 2020年   | 《食屍鬼2》               |        | Channel 8 |                                | 配角     |
| 2020年   | 《愛鬧鬼系列2之新房的血》 |        | Channel 8 | Rungpao（前世）/ Darin（現代） | 主演     |
| 2021年   | 《孽宅》                  |        | Channel 8 |                                | 特別出演 |
| 2021年   | 《愛戀配方》              |        | Channel 8 | Porfai（Fai）/ Soi             | 主演     |
| 2022年   | 《縈縈倦情》              |        | Channel 8 | Baibun                         | 配角     |

## 外部連結
- 瓊盧荻·阿蒙拉克於Channel 8的簡介（泰文）
- 瓊盧荻·阿蒙拉克的Instagram帳戶（泰文）